# Průmyslová zóna Bystřice nad Pernštejnem
Průmyslová zóna Bystřice nad Pernštejnem je důležitou součástí průmyslu města Bystřice nad Pernštejnem. Nachází se na jižním okraji města. V současnosti[kdy?] zde sídlí 6 společností, zaměstnávajících přes 1200 zaměstnanců. Největším zaměstnavatelem je společnost Wera Werk s.r.o. zaměstnávající zhruba 800 zaměstnanců.

## Poloha, dopravní dostupnost a vybavenost
Průmyslová zóna se nachází v místní části Nový dvůr asi 2 km jihozápadně od centra města. Celková využitelná plocha je 53 ha. Zónou prochází silnice II/388 propojující Bystřici nad Pernštejnem se silnicí I/37 vedoucí do Žďáru nad Sázavou, respektive Velké Bíteše, kde se napojuje na dálnici D1. Průmyslovou zónu protíná železniční trať Žďár nad Sázavou – Tišnov. Tato trať je pouze jednokolejná a není elektrizována, nelze tedy předpokládat její pravidelné využívání za účelem nákladní dopravy.[zdroj?] Čtyřicetikilometrová vzdálenost od dálnice D1 spolu s nevyhovující tratí zapříčinily počáteční nezájem investorů rozšířit své výrobní linky a provozovny do této oblasti. Ke všem pozemkům v průmyslové zóně jsou dovedeny pozemní komunikace a veškeré inženýrské sítě.
| SO ORP                   | Pracovní síla | Nezaměstnanost |
| ------------------------ | ------------- | -------------- |
| Bystřice nad Pernštejnem | 9 061         | 10,7 %         |
| Nové Město na Moravě     | 8 001         | 10,7 %         |
| Žďár nad Sázavou         | 20 982        | 8,0 %          |
| Velké Meziříčí           | 17 101        | 9,5 %          |
| Tišnov                   | 13 864        | 9,6 %          |
| Boskovice                | 23 571        | 10,8 %         |
| Svitavy                  | 14 767        | 12,4 %         |

## Historie
Průmyslová zóna začala vznikat v druhé polovině 90. let 20. století. Hlavním důvodem výstavby byl útlum uranového průmyslu na Dolní Rožínce počátkem 90. let. Kromě společnosti Wera Werk s.r.o., která otevřela svou první výrobní halu již roku 1995, byl zájem investorů minimální, zejména kvůli špatné dopravní dostupnosti. Druhá etapa rozvoje průmyslové zóny začala v roce 2013, kdy vznikla územní studie na rozčlenění stavebních pozemků v majetku města, jejich připojení na místní komunikace a inženýrské sítě. V roce 2015 chtěla společnost UJP Invest s.r.o. zahájit výstavbu závodu na výrobu jaderného paliva pro atomové elektrárny. Tento projekt byl zamítnut na základě výsledků místního referenda, které se konalo ve dnech 10. a 11. října 2014. V roce 2015 byl usnesením vlády č. 422 ze dne 3. června 2015 schválen podprogram Příprava a rozvoj průmyslových zón – č. 222 232. Další významnou společností je Cooper-Standard Automotive Česká republika s.r.o., která zde vybudovala výrobní halu v roce 2017 v rámci řízeného rozvoje investic v oblasti, kde dochází k postupnému útlumu těžby.

## Společnosti
| Název společnosti                                 | Využitá plocha | Počet pracovních míst |
| ------------------------------------------------- | -------------- | --------------------- |
| Wera Werk s.r.o.                                  | 3 ha           | 800                   |
| Cooper-Standard Automotive Česká republika s.r.o. | 5 ha           | 450                   |
| ADOZ s.r.o.                                       | 1,2 ha         | 80                    |
| Cormen s.r.o.                                     | 2,5 ha         | 70                    |
| MEGA-TEC s.r.o.                                   | 0,5 ha         | 35                    |
| ELVOLT s.r.o.                                     | 4,5 ha         | 1 až 5                |

#### Wera Werk s.r.o.
Závod, který byl postaven již v roce 1995 v rámci první fáze výstavby průmyslové zóny, vyrábí široké spektrum utahovacího nářadí. V roce 2020 byl závod rozšířen o další výrobní halu. Společnost má mimo Bystřici také výrobní halu v Třebíči, která ale disponuje pouze několika desítkami zaměstnanců.

#### Cooper-Standard Automotive Česká republika s.r.o.
Výrobní hala téměř za miliardu byla otevřena v roce 2017. Společnost se zabývá především výrobou palivových a brzdových vedení z kovových materiálů. Spolu s pobočkou ve Žďáře nad Sázavou zaměstnává společnost přes 1000 zaměstnanců. Jedná se o úspěšný příklad řízeného rozvoje investic v oblasti, kde dochází k postupnému útlumu těžby – zprostředkovatelem byl CzechInvest.

#### Cormen s.r.o.
Společnost vznikla v roce 1996 a v roce 2004 otevřela výrobní halu v Bystřici nad Pernštejnem, zabývá se výrobou mycích a čisticích prostředků, krémů, mýdel či utěrek. Produkty nacházejí využití jak v průmyslové výrobě, tak i v běžných domácnostech.

#### MEGA-TEC s.r.o.
MEGA-TEC je součástí nadnárodní skupiny MEGA, která vznikla v roce 1992. Bystřický závod otevřený v roce 2012 se zabývá povrchovou úpravou kovů. V závodě ve Stráži pod Ralskem se zase vyrábí čisticí technologie pro průmysl – čištění vody, demineralizování syrovátky v mlékárenském průmyslu či membránová separace plynů, kdy z bioplynu vzniká biometan.

#### ADOZ s.r.o.
Nejnovější výrobní halou v rámci průmyslové zóny je od roku 2019 nové sídlo strojírenské společnosti ADOZ s.r.o. Ta vznikla v Bystřici již v roce 1992 a postupně otevřela provozovny v Praze, Brně, Ostravě a Ústí nad Labem. V současnosti[kdy?] je výroba zaměřena na různé typy ložisek, hadice, řemenové a řetězové převody či nářadí.

#### Solární elektrárna (ELVOLT s.r.o)
V západním cípu průmyslové zóny vyrostla v roce 2009 na ploše 4,5 ha solární elektrárna. Tu vlastní a provozuje společnost ELVOLT s.r.o. se sídlem v Kroměříži. ELVOLT produkuje široké spektrum elektrických přístrojů a elektronických komunikačních zařízení. Ročně dokáže tato fotovoltaická elektrárna vyrobit až 1,85 mil. kWh elektřiny.

## Budoucnost
V současnosti[kdy?] je k dispozici zhruba 15 ha zastavitelné plochy podél ulice Výrobní a severně od ulice Průmyslová. Na pozemky jsou přivedeny všechny inženýrské sítě a pozemky jsou připraveny na okamžitou výstavbu. Předpokládá se postupné zastavení plochy výrobními areály, sklady či fotovoltaickými elektrárnami. Průmyslová zóna by se poté mohla rozšířit prodloužením ulice Průmyslová směrem na západ. Zemědělská půda je v majetku města, tudíž by nedocházelo k problémům s výkupem pozemků. Musela by ale být vytvořena nová územní studie. Do budoucna je také naplánováno rozšíření stávající expozice uranového průmyslu; k tomu lze využít  prostory nevyužívané sýpky u vlakového nádraží a navázat tím na Centrum Eden. Sýpka se nachází v zóně průmyslové výroby, tudíž by bylo třeba změny územního plánu sýpky na zónu smíšené výroby.
Dopravní dostupnost by mohla v následujících letech vylepšit stavba alternativy D1, dálnice D35. Tu by poté s dálnicí D1 měla spojovat kapacitní silnice I. třídy č. 43 vedená v nové stopě, oproti té současné a ve většině své délky by byla čtyřpruhová. Dálnice by sice nevedla nejbližším okolím Bystřice nad Pernštejnem, dojezdová vzdálenost na kapacitní silnici by se ale oproti současnému stavu výrazně snížila.